# Libnotes semiermis
Libnotes semiermis là một loài ruồi trong họ Limoniidae. Chúng phân bố ở miền Australasia.